# Ozophora angustata
Ozophora angustata är en insektsart som beskrevs av Barber 1949. Ozophora angustata ingår i släktet Ozophora och familjen Rhyparochromidae. Inga underarter finns listade i Catalogue of Life.